# Stadio Charles Ehrmann
Lo stadio Charles-Ehrmann (in francese Stade Charles-Ehrman) è un impianto sportivo multifunzione di Nizza in Francia.
Nacque nel 1973 come Stade de l'Ouest e il suo nome attuale risale a dopo la ristrutturazione cui fu sottoposto 2001.
Con una capacità di circa 5 000 posti a sedere, lo stadio ospita le giovanili della società calcistica del Nizza.
Annesso allo stadio, con una struttura indoor, si trova il Palais Nikaia usato soprattutto per congressi e concerti al chiuso.
Lo stadio, il 15 luglio 2009, ha raggiunto il record di pubblico (55.641 spettatori paganti), con un incasso di $6.261.208, con lo U2 360º Tour, spodestando il record del Who's That Girl Tour di Madonna, con oltre 54.000 paganti.

## Concerti
I maggiori eventi musicali:
- Michael Jackson 1988 e 1997
- Johnny Hallyday 2003
- U2 2005 e 2009
- Rolling Stones 2006
- Céline Dion 2008
- Pink Floyd 1988
- Dire Straits 1992
- Genesis 1992
- AC/DC 2010
- Pink 2010
- Coldplay 2012 (22 maggio) e 2015 (24 maggio)
- Madonna 1987, 1990, 2008 e 2012  (21 agosto)
- Depeche Mode 2017